# 扎布武杜夫
扎布武杜夫是波蘭的城鎮，位於該國東北部，距離首府比亞韋斯托克約20公里，由波德拉謝省負責管轄，面積14.30平方公里，2010年人口2,485。第二次世界大戰期間，納粹德國在該鎮設立集中營。

## 外部連結
- Town History related to Jews at Tilford Bartman

53°01′N 23°21′E / 53.017°N 23.350°E